# Paracaleana dixonii
Paracaleana dixonii är en orkidéart som beskrevs av Stephen Donald Hopper och Andrew Phillip Brown. Paracaleana dixonii ingår i släktet Paracaleana och familjen orkidéer. Inga underarter finns listade i Catalogue of Life.